# Verrucosa hoferi
Verrucosa hoferi Lise, Kesster & Silva, 2015 è un ragno appartenente alla famiglia Araneidae.

## Etimologia
Il nome della specie è in onore dell'aracnologo tedesco Hubert Höfer che raccolse questi esemplari nel marzo 1992.

## Caratteristiche
L'olotipo femminile rinvenuto ha lunghezza totale è di 8,80 mm; la lunghezza del cefalotorace è di 3,80 mm; e la larghezza è di 3,20 mm.

## Distribuzione
La specie è stata reperita nel Brasile occidentale: l'olotipo femminile è stato rinvenuto nella Reserva Florestal Adolpho Ducke, 25 km a nord di Manaus, appartenente allo Stato di Amazonas.

## Tassonomia
Al 2015 non sono note sottospecie e non sono stati esaminati nuovi esemplari.